# Charbel Makhlouf
São Sarbélio (em árabe مار شربل, Charbel Makhlouf), nascido como José Antônio (em árabe; يوسف انطون مخلوف, Youssef Antoun Makhlouf; Bekaa Kafra, 8 de maio de 1828 –Annaya, 24 de dezembro de 1898), foi um monge maronita libanês, declarado santo pela Igreja Católica.

## História
Charbel se sentia atraído pela religiosidade desde muito pequeno e conta-se que gostava de rezar nas grutas para satisfazer sua sede de Deus. Ao completar 23 anos de idade, percebeu que era o momento de se entregar como monge. Deixou sua casa sem se despedir nem mesmo da mãe, pois não queria que sua família sofresse com a dor da despedida. Entrou no Mosteiro de Nossa Senhora em Mayfouq, na Ordem Maronita Libanesa, seguindo depois para Annaya.
Fez os votos de pobreza, castidade e obediência; mudou seu nome de Youssef (José) para Charbel, um mártir do século II, deixando para trás o passado, morrendo para o mundo e nascendo para Deus.
Após seis anos de preparação, em 1859, foi ordenado sacerdote e passou a viver no Mosteiro de Annaya. Jamais se queixou da vida comunitária ou das incompreensões que sofria. Era profundamente humilde. Anos mais tarde pediu permissão para viver isolado, como eremita, consagrando-se ao trabalho no campo, à oração e à penitência.
No dia 16 de dezembro de 1898, Charbel iniciou a celebração da santa missa. Todavia, ao recitar a prece "Pai da verdade, eis o Vosso Filho, vítima do vosso agrado! Aceitai-o", foi atacado pela paralisia e começou a agonizar, sem deixar de orar. Na noite da véspera de Natal deste mesmo ano, acabou morrendo.